# Псевдоніжкій болотяний
Псевдоніжкій болотяний (Aulacomnium palustre) — вид мохів порядку коренегоніальних (Rhizogoniales).

## Поширення
Ареал охоплює такі частини світу: Європа, Північна Америка, Південна Америка, Азія, Австралія, Нова Зеландія.
Населяє вологі місця існування, болота й болотисті місця, торф, органічний ґрунт, вологий або вологий мінеральний ґрунт, скелі; від низьких до високих висот.

## Характеристика

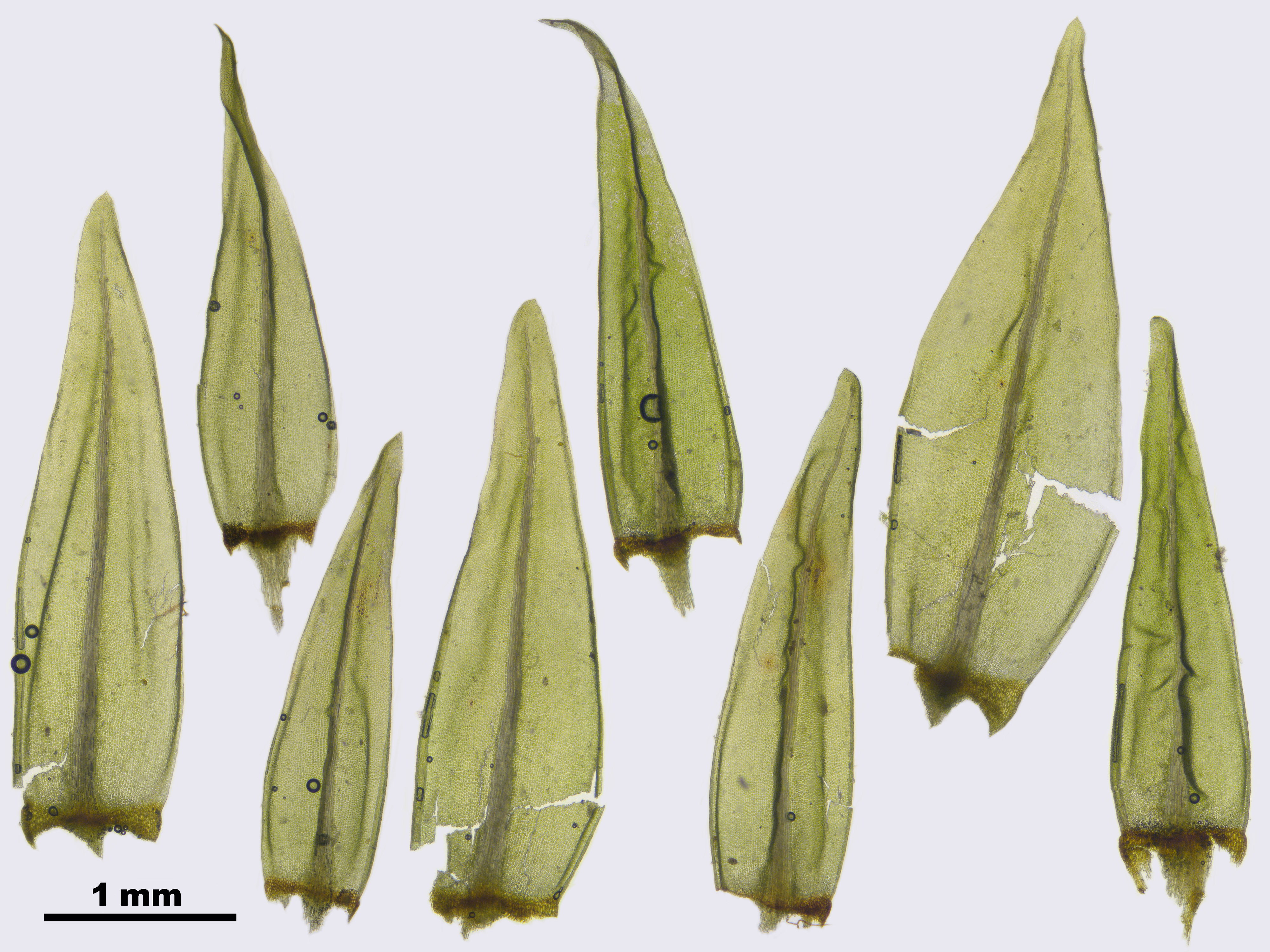

Рослини до 10 см, у пухких, неправильних килимках або щільних чистих подушках, жовті, жовто-зелені чи коричневі до чорнуватих, коли ростуть неоптимально. Стебла жовті, жовтувато-зелені або жовтувато-коричневі; поперечний переріз п'ятикутний; ризоїди між листками по всій рослині, помітні, коли сухі чи вологі, або видимі серед листя біля основи рослин. Листки віддалені та не покривають ризоїди, або складчасті та ризоїди здебільшого приховані, хвилясті, скручені або прямі коли сухі, прямовисні коли вологі, від широко- до вузько-ланцетних, найширші біля основи, часто увігнуті; краї загнуті; верхівка гостра, загострена або звужена. Спеціалізоване безстатеве розмноження є. Коробочкові ніжки 3–5 см. Коробочка від нахиленої до горизонтальної, 3–4 мм. Спори 10–15 мкм, гладкі.